# Debitel

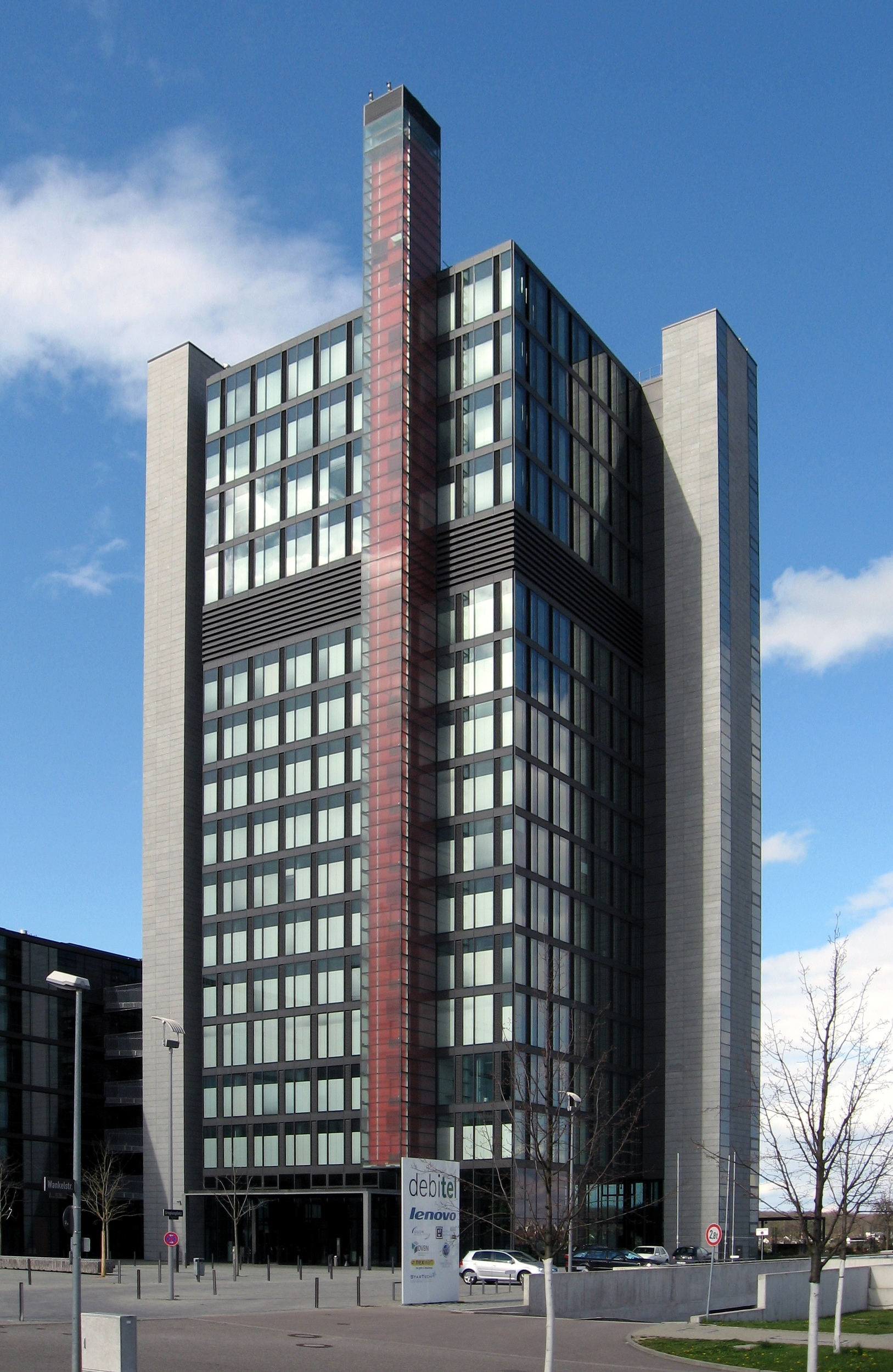
Sitz von Mobilcom-Debitel in Stuttgart-Vaihingen

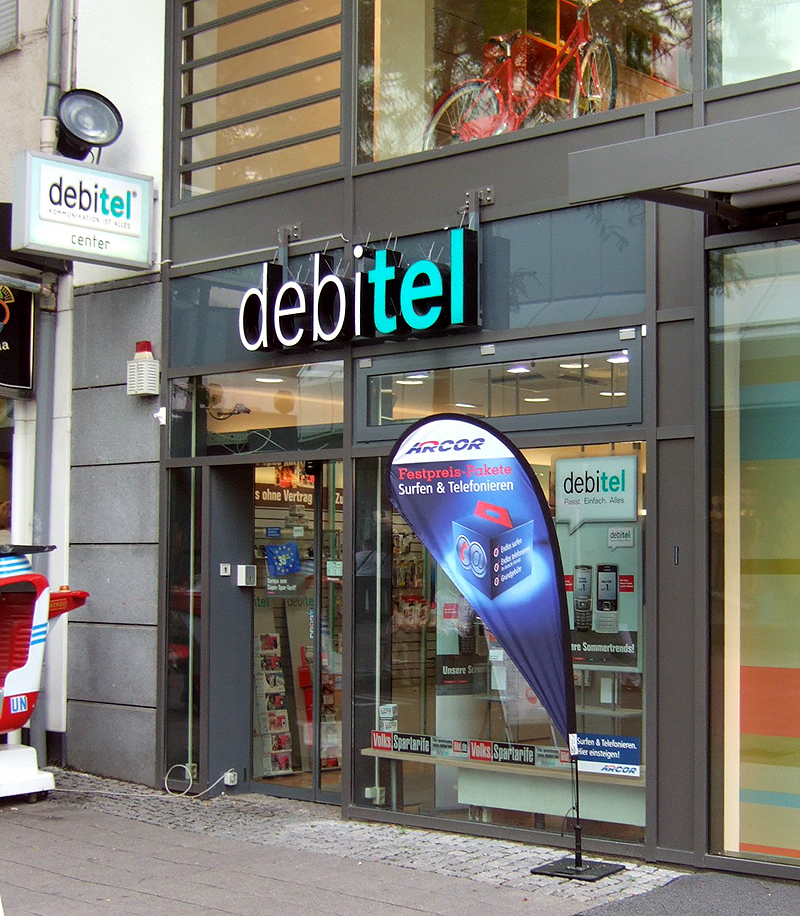
Ein Debitel-Center vor der Umstellung auf das Design der Dug-Filialen.

Die Debitel AG war ein deutsches Telekommunikationsunternehmen mit Sitz in Stuttgart-Vaihingen. Sie war mit ca. 13 Millionen Kunden der größte Mobilfunkanbieter in Deutschland.
Parallel dazu existierte die zur Freenet AG gehörende Mobilcom GmbH (ehemals Mobilcom Communicationstechnik GmbH). Im Jahr 2011 verschmolzen beide Unternehmen zur Mobilcom-Debitel GmbH.

## Geschichte
Gegründet 1991 von der Daimler-Benz-Tochter debis (unter Beteiligung von Metro und Nynex) war sie nach dem Verkauf durch diese bis 2004 eine Tochter der Swisscom, mittelbar über die Swisscom Deutschland Holding mit 93 % Aktienbesitz.
Debitel besaß eine Reihe von Auslandsgesellschaften in Europa (Niederlande, Belgien, Frankreich, Dänemark und Slowenien), die etwa ein Drittel des Umsatzes der Mutterfirma erbrachten (Debitel-Gruppe), und bis 2008 alle wieder verkauft wurden. Debitel war keine reine Mobilfunkgesellschaft, erbrachte dort jedoch ihr Hauptgeschäft. Dazu hatte sie insbesondere ein Breitband- (DSL) und Festnetzgeschäft. Der Debitel-Konzern galt als größte netzunabhängige Telefongesellschaft in Europa.
Trotz hohen Werbeaufkommens für Mobilfunk besaß sie kein eigenes GSM-Mobilfunknetz. An der Versteigerung der UMTS-Lizenzen in Deutschland nahm Debitel teil, stieg aber als einzige Gesellschaft frühzeitig aus, als der Preis unwirtschaftliche Höhen erreichte. Das Unternehmen nutzte den Liquiditätsvorteil, um zahlreiche kleine Unternehmen aufzukaufen und sich am Markt als netzübergreifender Diensteanbieter zu positionieren.
Über ihre Tochter Debitel Vertriebs GmbH betrieb Debitel etwa 100 eigene Mobilfunkshops in Deutschland.
Die Swisscom verkaufte ihre Anteile 2004 an den Finanzinvestor Permira. Eine umfangreiche Umstrukturierung, die zu Einschnitten beim Personalbestand sowie zur Aufgabe eines Hotline-Standortes führte, wurde Mitte 2005 abgeschlossen.
Seit Juni 2005 hatte Debitel ihr Angebotsportfolio von ehemals drei Mobilfunknetzen (T-Mobile, Vodafone und E-Plus) um das vierte, O2, erweitert. Debitel vermarktete auch DSL-Anschlüsse und war mit Produkten aus den Bereichen Mobilfunk, Festnetz sowie Internet ein Vollsortimenter im Bereich der Telekommunikation. Debitel bot außerdem einen kombinierten Mobilfunk-DSL-Tarif an.
Debitel war an der Gründung des Gemeinschaftsunternehmens Jamba! beteiligt. Es wurde im Jahr 2004 an VeriSign verkauft.

## Crash-Tarife
In den Jahren 2007 bis 2009 wurden unter der Bezeichnung Crash-Tarife Handytarife über das Internet vermarktet.
Ab April 2011 wurde die Plattform crash-tarife.de wieder reaktiviert und bietet seitdem als Marke der Mobilcom-Debitel GmbH regelmäßig rabattierte Mobilfunkangebote an.

## Zusammenschluss mit der Dug Telecom

Logo der _dug telecom AG

Ende 2006 übernahm Debitel die Dug Telecom AG mit 430 Filialen. Sie wurde im Jahre 1993 als Direktvertrieb für Mobilfunk als Dittrich und Grella GbR gegründet. Im Jahre 1997 wurde der erste Telecomshop in Oranienburg eröffnet. Im Jahre 2000 wurde die GbR in eine AG mit 29 Filialen umgewandelt.
Alle Debitel-Center wurden in Dug-Shops umbenannt. Die Mobilfunktarife wurden weiterhin unter dem Namen Debitel vermarktet.

Ein Shop der Dug Telecom AG in einer Fußgängerzone

## Übernahme von Talkline
Im Juni 2007 gab Debitel die Übernahme von Talkline bekannt. Der dänische Mutterkonzern TDC A/S verkaufte Talkline für 560 Millionen Euro. Zuvor war in der Presse über eine Übernahme durch Freenet AG spekuliert worden. Durch die Übernahme wurde die Debitel AG zum drittgrößten Mobilfunkanbieter in Deutschland.
Die Zusammenlegung der Konzernzentralen von Talkline und Debitel und die damit verbundene Verkleinerung der Verwaltungseinheiten nutzte Debitel zum Abbau von insgesamt 1000 Stellen. So wurde der Talkline-Stammsitz in Elmshorn zum Oktober 2010 geschlossen, an dem Ende 2008 noch 730 Mitarbeiter beschäftigt gewesen waren.

## Übernahme durch Freenet
Die Freenet AG kündigte im April 2008 an, Debitel samt ihren Verbindlichkeiten für ca. 1,6 Milliarden Euro von Permira übernehmen zu wollen. Eine Einigung mit den Kreditgebern der Debitel sei bereits perfekt.
Die Debitel Nederland mit 120 Beschäftigten und ca. 530.000 Kunden wurde unterdessen vom niederländischen Mobilfunkbetreiber KPN übernommen.
Debitel und die Media-Saturn-Holding hatten am 22. Juni 2008 ihre Vertriebspartnerschaft für die Elektronikmärkte Saturn und Media Markt verlängert.
Nach der Umwandlung der Debitel zur Mobilcom-Debitel tritt die Mobilfunksparte seit Mai 2009 unter der neuen Marke Mobilcom-Debitel auf. Alle Dug-Filialen wurden bis dahin umgebrandet.

## Sponsoring
Von 1998 bis zur Saison 2004/2005 war Debitel Hauptsponsor des VfB Stuttgart, bis 2008 blieb Debitel Premiumsponsor.